# Ladislav Světlík
Ladislav Světlík (23. března 1917 Plzeň – 27. července 2008 Warkworth) byl pilot 312. československé stíhací perutě RAF a československé letecké eso.

## Život

### Před druhou světovou válkou
Ladislav Světlík se narodil 23. března 1917 v Plzni v rodině Eduarda Světlíka a Barbory rozené Šrámkové. Vyučil se soustružníkem ve Škodových závodech. Ve volném čase navštěvoval letiště Plzeň-Bory Západočeského aeroklubu. Využil akce 1000 nových pilotů republice a naučil se zde létat. Mezi lety 1936 a 1937 absolvoval vojenský výcvik ve Škole pro odborný dorost letectva v Prostějově a následně sloužil jako stíhací pilot u Leteckého pluku 3 na slovenských letištích.

### Druhá světová válka

#### Francie
Po německé okupaci odešel Ladislav Světlík z Protektorátu Čechy a Morava a přes Polsko se dostal do Francie, kde byl nucen vstoupit do Cizinecké legie. Po přeřazení k letectvu byl v Chartres přeškolen na letoun Curtiss Hawk Model 75 a k bojové jednotce byl přidělen 2. prosince 1939. Po německém vpádu do země bojoval Ladislav Světlík proti Luftwaffe, přičemž si zapsal čtyři jisté a tři pravděpodobné sestřely.

#### Spojené království
Po pádu Francie přeletěl Ladislav Světlík společně s dalšími do severní Afriky a přes Alžír, Casablancu a Gibraltar se přesunul do Velké Británie. Zde byl přidělen ke 312. československé stíhací peruti, u které odsloužil svůj první turnus, který skončil v srpnu 1942. Následně působil do ledna 1943 jako zalétávací pilot, poté se opět vrátil k 312. peruti a nastoupil turnus druhý. Dne 15. května 1944 přežil nehodu, kdy mu před přistávající stroj omylem zaroloval letoun jeho spolubojovníka Antona Prvoniče, který takové štěstí neměl. Přes množství bojových akcí, které absolvoval, si Ladislav Světlík připsal už jen jeden sestřel a to před invazí do Normandie v roce 1944 (Focke-Wulf Fw 190, Lt Georg Kiefner). To jej zařadilo mezi letecká esa. Po ukončení druhého turnusu v červenci 1944 sloužil jako přelétávací pilot letounů Vickers Wellington a v samotném závěru války u 147. peruti jako pilot dopravní. Do Československa se vrátil v srpnu 1945 v hodnosti nadporučíka.

### Po druhé světové válce
Po návratu do Československa sloužil Ladislav Světlík do roku 1946 u vojenské dopravní skupiny, poté ukončil armádní službu a nastoupil k Československým aeroliniím. Po únoru 1948 seznal, že se situace v republice pro západní letce mění k horšímu a tak se dne 25. března 1950 stal jedním z pilotů, kteří provedli koordinovaný úlet tří dopravních letadel ze země. On sám řídil letoun startující z Ostravy, na palubě mj. vezl manželku a syna Oldřicha Doležala, který v ten čas pilotoval stroj startující z Bratislavy. Vrátil se do Velké Británie a opět vstoupil do Royal Air Force, kde mj. létal i na proudových strojích. Od roku 1954 sloužil na Maltě jako armádní dopravní pilot, od roku 1958 jako letecký dispečer v Nordholtu, mezi lety 1960 a 1962 na dálném východě mj. při leteckém zásobování britských jednotek v Malajsii. Závěr kariéry odsloužil jako dispečer na letišti v Colerne a velitel základny RAF v Teddletthorpu. Armádní službu ukončil v červenci 1966. Do roku 1973 žil na Maltě, poté na Novém Zélandu odkud pocházela jeho manželka. Zde ve Warkworthu dne 27. července 2008 zemřel. V roce 1991 byl povýšen do hodnosti plukovníka.

## Ocenění

### Vyznamenání
- 1940 a 1941 4x Československý válečný kříž 1939
- Croix de guerre
- 1941, 1942, 1943 4x Československá medaile Za chrabrost před nepřítelem
- 1944 Pamětní medaile československé armády v zahraničí
- 1945 Hvězda 1939–1945
- 1946 Československá medaile za zásluhy I. st.
- Evropská hvězda leteckých posádek
- Britská medaile Za obranu
- Malajská hvězda

### Posmrtná ocenění
- V roce 2017 byla Ladislavu Světlíkovi v plzeňské Plzenecké ulici 38 odhalena pamětní deska[4][5]

## Ladislav Světlík v kultuře
Událost společného úletu letadel, ve kterém hrál Ladislav Světlík zásadní úlohu, tendenčně literárně zpracoval v roce 1950 J. Suchý v díle Únos do Erdingu a následně v roce 1952 i Ján Kadár a Elmar Klos v propagandistickém filmu Únos.